# Denis Žvegelj
Denis Žvegelj, né le 24 juin 1972 à Jesenice est un sportif slovène spécialisé en aviron qui remporta une médaille de Bronze en compagnie de Iztok Čop lors des jeux olympiques d'été de 1992. Il a été président de Fédération slovène d'aviron (en).

## Palmarès
Jeux olympiques
- Jeux olympiques d'été de 1992 : Barcelone – Médaille de bronze (paire avec Iztok Čop)[1]
- Jeux olympiques d'été de 1996 : Atlanta – 4e place (avec Sadik Mujkič, Milan Janša et Janez Klemenčič)[1]

Championnats du monde junior d'aviron: 
- 1989 : Szeged – Médaille d'or (paire avec Iztok Čop)
- 1990 : Aiguebelette – Médaille d'or (paire avec Iztok Čop)

Championnats du monde d'aviron: 
- 1990 : Lac Barrington – 7e place (avec Sadik Mujkič, Bojan Prešern et Iztok Čop)
- 1991 : Vienne – 2e place (paire avec Iztok Čop)
- 1993 : Roudnice (CZE) – 2e place (paire avec with Iztok Čop)
- 1995 : Tampere (FIN) – 8e place (avec Sadik Mujkič, Milan Janša et Janez Klemenčič)
- 1997 : Aiguebelette (FRA) – 4e place (avec Sadik Mujkič, Milan Janša et Janez Klemenčič)